# حسین‌آباد (طارم سفلی)
حسین‌آباد یک منطقهٔ مسکونی در ایران است که در دهستان چوقور واقع شده‌است. حسین‌آباد در سال ۱۳۸۵ ۱۵۱ نفر و ۳۶ خانوار جمعیت داشته است. جمعیت روستا در سال ۱۳۹۵ به ۲۲۲ نفر در قالب ۷۲ خانوار رسیده است. زبان اهالی روستا ترکی آذربایجانی است و روستا دارای جنگل های بلوط است. جمعیت این روستا در دهه‌های اخیر بسیار بیشتر بوده و بخش بزرگ آنها به شهرهای قزوین، اقبالیه، محمودآباد نمونه، نظرآباد، تهران و کرج مهاجرت کرده‌اند.